# Зыбково
Зыбко́во (укр. Зибкове) — село в Онуфриевской поселковой общине Александрийского района Кировоградской области Украины
До 2020 года входило в Онуфриевский район
Население по переписи 2001 года составляло 1309 человек. Почтовый индекс — 28131. Телефонный код — 5238. Код КОАТУУ — 3524681901.